# 솔리헐

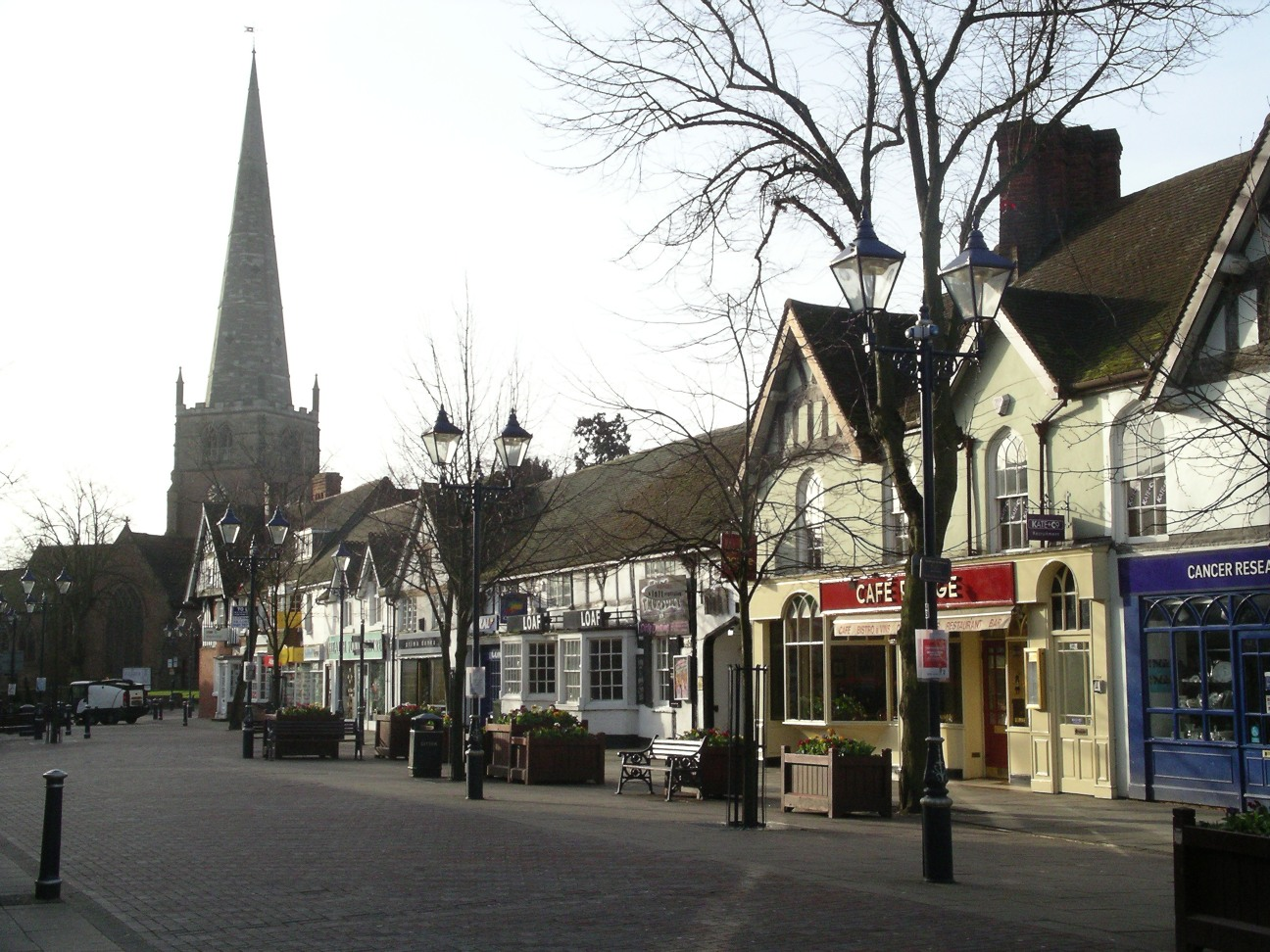
솔리헐 하이 스트리트

솔리헐(영어: Solihull)은 잉글랜드 웨스트미들랜즈주에 위치한 도시이다. 2011년 인구조사에 따르면 인구수는 123,187명이다.

## 같이 보기
- 솔리헐 도시 자치구